# Ulysses (Nueva York)
Ulysses es un pueblo ubicado en el condado de Tompkins en el estado estadounidense de Nueva York. En el año 2000 tenía una población de 4,775 habitantes y una densidad poblacional de 56 personas por km². El pueblo lleva el nombre del héroe del Odisea.

## Geografía
Ulysses se encuentra ubicado en las coordenadas 42°31′6″N 76°36′56″O / 42.51833, -76.61556.

## Demografía
Según la Oficina del Censo en 2000 los ingresos medios por hogar en la localidad eran de $45,066, y los ingresos medios por familia eran $54,167. Los hombres tenían unos ingresos medios de $36,313 frente a los $26,810 para las mujeres. La renta per cápita para la localidad era de $22,516. Alrededor del 7% de la población estaban por debajo del umbral de pobreza.